# Селевк (син Антіоха VII)
Селевк (дав.-гр. Σέλευκος) — принц держави Селевкідів. Син басилевса Антіоха VII та Клеопатри Теї, повнорідний брат Антіоха IX. Припускається, що після смерті батька під час східного походу, на деякий час, очолив державу, але був схоплений парфянами та перебував заручником. Існує популярна гіпотеза, яка ототожнює його з басилевсом Селевком V, сином Деметрія II.

## Життєпис

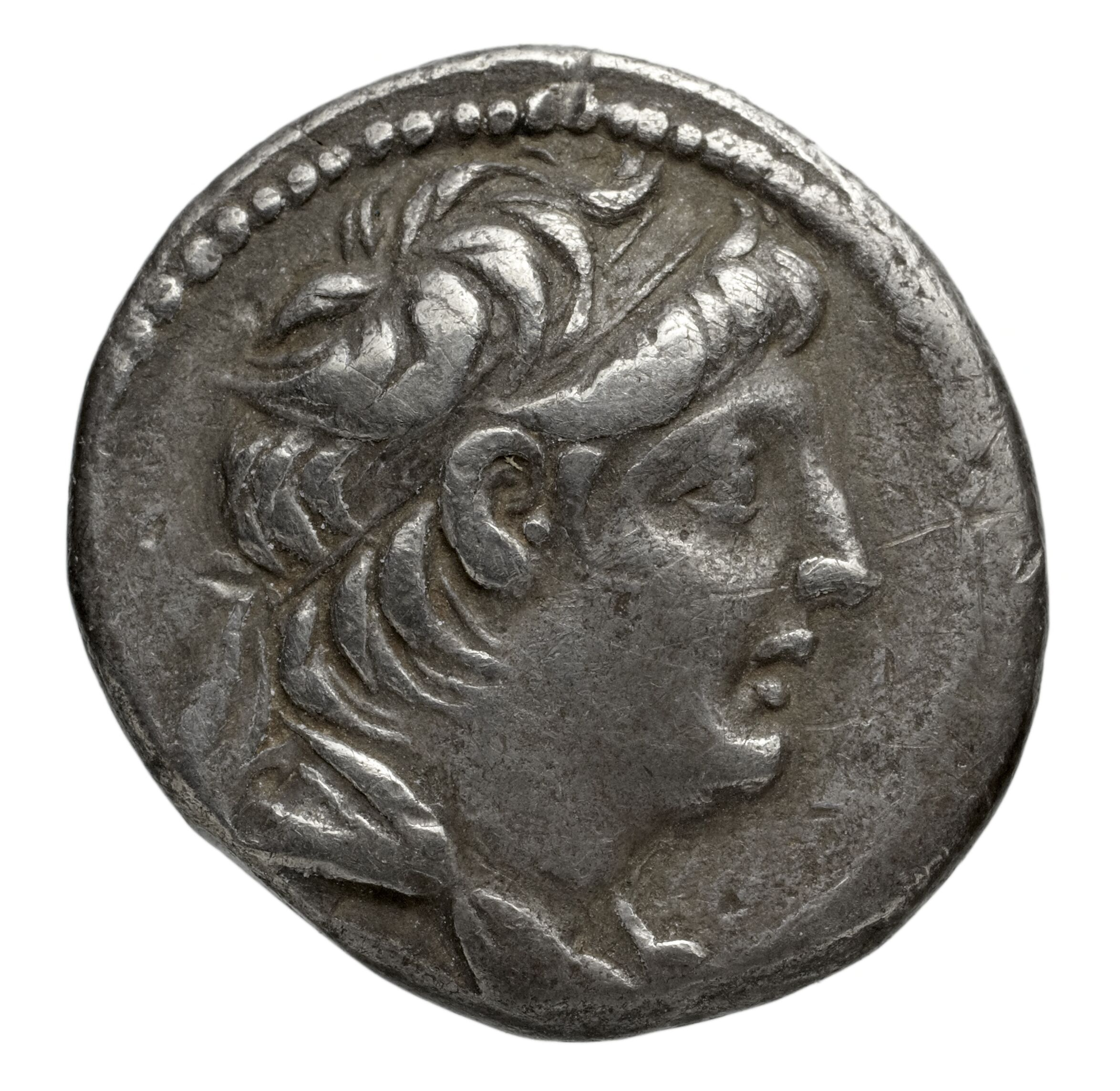
Антіох VII, батько Селевка. Портрет на дідрахмі

Селевк був сином басилевса держави Селевкідів Антіоха VII та єгипетської принцеси Клеопатри Теї. У цьому ж шлюбі також народилися два хлопчики, яких звали Антіохами, та дві дівчинки — Лаодіки. Більшість з них, крім майбутнього басилевса Антіоха IX, померли в дитинстві від хвороб. Французький історик Огюст Буше-Леклерк зазначав, що у подружжя народилося досить багато дітей за недовге правління і припускав, що античний історик Євсевій Кесарійський міг змішати дітей Антіоха VII з дітьми Клеопатри Теї від попереднього шлюбу з Деметрієм II. Зокрема дослідник припустив тотожність Селевка, сина Деметрія II з Селевком, сином Антіоха VII. Кріс Беннет зауважив, хоча ця версія прийнята більшістю дослідників, вона лише найпростіша з можливих.
Під час східного походу Антіоха VII, Селевк разом з сестрою перебував при його дворі. Після поразки Антіоха VII, Селевк з сестрою був схоплений парфянами та деякий час провів у полоні. Це ґрунтується на свідченнях Посідонія у передачі Афінея Навкратійського, що якийсь цар Селевк воював з парфянами та потрапив у полон, де з ним поводилися по-царськи та на свідченнях Євсевія Кесарійського про перебування у полоні Селевка, сина Антіоха VII. Однак ці інтерпретації не є загальновизнані. Наприкінці XIX сторіччя історики Персі Ґарднер та Александр Каннінгем висунули версію, що Посідоній розповідав про Селевка II Каллініка. Кріс Беннет припускав, що Євсевій Кесарійський міг помилитися в імені й розповідав про Деметрія II, який дійсно довгий час провів у парфянському полоні.
На думку Джона Гренджера, Селевк став на короткий час басилевсом після загибелі Антіоха VII, але швидко був схоплений парфянами та провів довгий час у полоні. За підрахунками історика, хлопчику на момент воцаріння повинно було бути менше ніж 10 років.